# فيرومونات جنسية
الفيرومونات الجنسية هي فيرومونات يفرزها الكائن الحي ليجذب كائنًا من نفس النوع من الجنس الآخر، والهدف منها هو لإما الجنس أو وظيفة أخرى متعلقة بالتكاثر الجنسي.
من أهم وظائف الفيرومونات الجنسية تحديد الاناث الجاهزات للتكاثر، جذب الجنس الآخر، نقل المعلومات حول نوع، عمر، جنس، وسمات الكائن الحي الذي يفرزها.

## انظر ايضًا
- فيرومونات
- انجذاب جنسي